# Konklawe 2025
Konklawe 2025 – zgromadzenie kardynałów zwołane w dniach 7–8 maja 2025 po śmierci papieża Franciszka, który zmarł 21 kwietnia 2025, po 12 latach pontyfikatu, w celu wyboru 267. biskupa Rzymu i 9. suwerena Państwa Watykańskiego. Było to pierwsze konklawe od 2005 roku zwołane po śmierci papieża. Poprzednie zgromadzenie kardynałów zostało zwołane po rezygnacji 265. papieża i 7. suwerena Państwa Watykańskiego, Benedykta XVI.
Procedury regulujące wybór nowego papieża zawiera konstytucja apostolska Universi Dominici gregis z 22 lutego 1996 roku wydana przez Jana Pawła II. Do czasu dokonania wyboru przez konklawe, Kościołem kierowało Kolegium Kardynalskie, a władzę administracyjną w Watykanie sprawował kamerling Kevin Farrell.
Konklawe zakończyło się wyborem amerykańskiego augustianina kardynała Roberta Prevosta, który przyjął imię Leon XIV.

## Papabili
Na podstawie roz. VII konstytucji apostolskiej Universi Dominici gregis konklawe może wybrać na papieża każdego ochrzczonego mężczyznę wyznania katolickiego, natomiast zgodnie z obowiązującą od XIV wieku tradycją, głowa Kościoła jest wybierana przez kardynałów z ich własnego grona. Mianem papabile określa się tych kardynałów, którzy mają zdaniem komentatorów największe szanse na objęcie stolicy piotrowej. Wielokrotnie jednak na papieży byli wybierani kardynałowie nienależący do tego grona (m.in. Jan XXIII, Jan Paweł I i Jan Paweł II).
Do najczęściej wymienianych papabile należą:
- Pietro Parolin (70 lat, sekretarz stanu Stolicy Apostolskiej, kreowany przez Franciszka)
- Matteo Maria Zuppi (69 lat, przewodniczący Konferencji Episkopatu Włoch, kreowany przez Franciszka)
- Robert Sarah (79 lat, były prefekt Kongregacji do spraw Kultu Bożego i Dyscypliny Sakramentów, kreowany przez Benedykta XVI)
- Luis Antonio Tagle (67 lat, pro-prefekt Dykasterii do spraw Ewangelizacji, kreowany przez Benedykta XVI)
- Fridolin Ambongo (65 lat, kapucyn, arcybiskup metropolita kinszaski, kreowany przez Franciszka)
- Willem Jacobus Eijk (71 lat, były przewodniczący Konferencji Episkopatu Holandii, kreowany przez Benedykta XVI)
- Peter Erdő (72 lata, prymas Węgier, kreowany przez Jana Pawła II)
- Peter Turkson (76 lat, kanclerz Papieskiej Akademii Nauk i Papieskiej Akademii Nauk Społecznych, kreowany przez Jana Pawła II)
- Pierbattista Pizzaballa (60 lat, franciszkanin, łaciński patriarcha Jerozolimy, kreowany przez Franciszka)
- Jean-Marc Aveline (66 lat, arcybiskup Marsylii, kreowany przez Franciszka)
- Raymond Leo Burke (76 lat, były prefekt Najwyższego Trybunału Sygnatury Apostolskiej, kreowany przez Benedykta XVI)

## Wydarzenia poprzedzające konklawe

### Kongregacje generalne Kolegium Kardynalskiego

Plan ważniejszych miejsc w Watykanie, związanych z konklawe

Zgodnie z art. 19 konstytucji apostolskiej Universi Dominici gregis dziekan Kolegium Kardynalskiego Giovanni Battista Re, po otrzymaniu wieści o śmierci papieża od kardynała kamerlinga, poinformował o niej wszystkich kardynałów, zwołując ich na kongregację generalną Kolegium Kardynalskiego na godzinę 9:00 następnego dnia.
Pierwsze spotkania dotyczą kwestii logistycznych pogrzebu ustępującego papieża i przygotowaniem Domus Sanctae Marthae jako miejsca zakwaterowania kardynałów w trakcie konklawe oraz Kaplicy Sykstyńskiej jako miejsca głosowania.
Około ósmego dnia kongregacji generalnych, kardynałowie przechodzą do dyskusji nad potrzebami Kościoła i świata oraz o problemach, przed którymi stoi Kuria Rzymska. Wybierani są wówczas dwaj wybitni i cieszący się autorytetem duchowym kardynałowie, którzy wygłaszają swoje przemówienia. Kardynałowie mają możliwość składania formalnych uwag dotyczących problemów z jakimi mierzy się Kościół. Wszystkie te przemówienia określane są po włosku mianem interventi.
Kongregacje generalne odbywają się w Nowej Auli Synodalnej, na pierwszym piętrze westybulu zdecydowanie większej Auli Pawła VI.

#### Dzienne podsumowanie

##### Pierwsza kongregacja generalna – 22 kwietnia
22 kwietnia w Auli Pawła VI odbyła się pierwsza kongregacja generalna Kolegium Kardynalskiego. Sześćdziesięciu kardynałów, zgodnie z konstytucją apostolską Universi Dominici gregis, złożyło tego dnia przysięgę wiernego przestrzegania norm interregnum. Kardynałowie ponadto pomodlili się o spokój duszy zmarłego papieża Franciszka, podjęli decyzję o zawieszeniu wszystkich uroczystości beatyfikacyjnych. Wylosowano ponadto trzech kardynałów, których zadaniem będzie pomoc kardynałowi kamerlingowi w wykonywaniu jego obowiązków do momentu wyboru nowego papieża; wylosowani zostali: Pietro Parolin (kardynał biskup), Stanisław Ryłko (kardynał prezbiter) i Fabio Baggio (kardynał diakon).

##### Druga kongregacja generalna – 23 kwietnia
23 kwietnia o godzinie 17:00, w obecności 103 kardynałów, rozpoczęła się druga kongregacja generalna. Zatwierdzono wówczas program Novemdiales i zaprzysiężono tych kardynałów, którzy nie wzięli udziału w pierwszej kongregacji generalnej.

##### Trzecia kongregacja generalna – 24 kwietnia
24 kwietnia o godzinie 9:00, w obecności 113 kardynałów, rozpoczęła się trzecia kongregacja generalna. Uzgodniono wówczas, że o. Donato Ogliari wygłosi pierwszą medytację 28 kwietnia, a kardynał Raniero Cantalamessa drugą, na początku konklawe.

##### Czwarta kongregacja generalna – 25 kwietnia
25 kwietnia o godz. 9:00, w obecności 149 kardynałów, rozpoczęła się czwarta kongregacja generalna, podczas której ustalono m.in., że w niedzielę, 27 kwietnia, czyli dzień po pogrzebie papieża Franciszka, członkowie Kolegium Kardynalskiego, obecni w Rzymie, będą się modlić w bazylice Matki Bożej Większej przy grobie zmarłego papieża.

##### Piąta kongregacja generalna – 28 kwietnia
28 kwietnia o godzinie 9:00, w obecności 180 kardynałów, rozpoczęła się piąta kongregacja generalna. Podczas zgromadzenia zdecydowano, że Luis Antonio Tagle oraz protodiakon Kolegium Kardynalskiego Dominique Mamberti dołączą do komisji obradującej w ramach kolegium partykularnego, zaś kard. Reinhard Marx, koordynator Rady ds. Ekonomicznych, będzie stałym członkiem komisji, wspierającej kardynała kamerlinga Kevina Farrella. Kardynałowie ustalili ponadto, że konklawe w celu wyboru następcy papieża Franciszka rozpocznie się 7 maja 2025 roku.

##### Szósta kongregacja generalna – 29 kwietnia
29 kwietnia o godz. 9:00, w obecności 183 kardynałów, rozpoczęła się szósta kongregacja generalna. Poinformowano, że z powodów zdrowotnych dwaj kardynałowie-elektorzy (Kenijczyk John Njue i Hiszpan Antonio Cañizares) nie wezmą udziału w wyborze nowego papieża. Podczas szóstej kongregacji wysłuchano 20 wystąpień, dotyczących wyzwań współczesnego Kościoła, a także podano dokładne informacje dotyczące rozpoczęcia konklawe. 7 maja o godz. 10.00 w bazylice św. Piotra będzie celebrowana Msza Święta w intencji wyboru Papieża, której przewodniczyć będzie kard. Giovanni Battista Re, dziekan Kolegium Kardynałów. Konklawe rozpocznie modlitwa w kaplicy Paulińskiej Pałacu Apostolskiego o godz. 16.30, po której nastąpi uroczysta procesja do kaplicy Sykstyńskiej.

##### Siódma kongregacja generalna – 30 kwietnia
30 kwietnia o godz. 9:00, w obecności 180 kardynałów, rozpoczęła się siódma kongregacja generalna. Kardynałowie w pierwszej kolejności wydali oświadczenie odnoszące się do niektórych kwestii proceduralnych dotyczących konklawe, wskazując, że:

Jego Świątobliwość Papież Franciszek, ustalając liczbę kardynałów większą niż 120, ustanowioną przez art. 33 Konstytucji Apostolskiej Universi Dominici Gregis św. Jana Pawła II, z dnia 22 lutego 1996 r., wykonując swoją najwyższą władzę, odstąpił od tego przepisu prawnego, na mocy którego kardynałowie przekraczający liczbę graniczną nabyli, zgodnie z art. 36 tej samej Konstytucji Apostolskiej, prawo wyboru Papieża Rzymu, od momentu ich kreowania i ogłoszenia

Ponadto, kardynałowie zaaprobowali decyzję kard. Becciu o rezygnacji przez niego z udziału konklawe. W tym miejscu należy przypomnieć, że kard. Becciu wcześniej zrzekł się ustnie praw elektorskich, a papież Franciszek rezygnację tę przyjął. Nadto, purpuraci omówili sytuację ekonomiczną Stolicy Apostolskiej oraz wygłoszono 14 wystąpień, m.in. na temat synodalności w Kościele.

##### Ósma kongregacja generalna – 2 maja
2 maja 2025, w obecności ponad 180 kardynałów, o godz. 9:00 rozpoczęła się ósma kongregacja generalna. Podczas zgromadzenia wysłuchano 25 wystąpień, dotyczących m.in. zagadnienia hermeneutyki ciągłości trzech ostatnich pontyfikatów: Jana Pawła II, Benedykta XVI i Franciszka, skandali finansowych i wykorzystywania seksualnego. Podczas briefingu prasowego dyrektor Biura Prasowego Stolicy Apostolskiej Matteo Bruni zdementował rozpowszechnianą przez niektóre media włoskie informację, jakoby kard. Pietro Parolin, który jest jednym z papabile, miał źle się poczuć i wymagał interwencji medycznej.

##### Dziewiąta kongregacja generalna – 3 maja
3 maja o godz. 9:00, w obecności 177 kardynałów, w tym 127 kardynałów-elektorów, rozpoczęła się dziewiąta kongregacja generalna, podczas której głos zabrało 26 purpuratów. Wylosowano nowych kardynałów do komisji, która pomaga kamerlingowi w zarządzaniu bieżącymi sprawami Kościoła. Oprócz kard. Marxa, będącego stałym członkiem komisji partykularnej, w skład komisji weszli kardynałowie Prevost i Semeraro. Ponadto, kardynałowie zdecydowali, że w poniedziałek 5 maja, spotkają się na dwóch kongregacjach generalnych, zorganizowanych rano i popołudniu.

##### Dziesiąta kongregacja generalna – 5 maja
5 maja o godz. 9:00, w obecności 179 kardynałów, w tym 132 kardynałów-elektorów, rozpoczęła się dziesiąta kongregacja generalna, podczas której wysłuchano 26 wystąpień, dotyczących m.in. zagadnień prawnych, roli Państwa Miasta Watykanu, misyjności Kościoła, roli Caritas w pomocy ubogim. Ponadto, dyrektor Biura Prasowego Stolicy Apostolskiej omówił najnowsze informacje dotyczące przygotowań logistycznych do konklawe. Zarówno w miejscach zakwaterowania, jak i w Kaplicy Sykstyńskiej prace przygotowawcze dobiegają końca. Dziekan Kolegium Kardynalskiego kard. Giovanni Battista Re poinformował, że w sobotę popołudniu kardynał kamerling przydzielił, drogą losowania, pokoje wszystkim uczestnikom konklawe. Kardynałowie-elektorzy zakwaterowani zostaną w Domu św. Marty oraz w sąsiadującym z nim tzw. „starym Domu św. Marty”. Od rana 6 maja kardynałowie będą mogli zająć przydzielone im pokoje. Między miejscem zakwaterowania a Pałacem Apostolskim będą mogli poruszać się pieszo, a trasa ta zostanie odpowiednio zabezpieczona. Nadto, na godz. 17:30 zaplanowano zaprzysiężenie spowiedników, członków służb i personelu, który będzie miał dostęp do kardynałów w trakcie konklawe. Ostatecznie zaprzysiężono około 100 osób, które obowiązuje bezwzględna dyskrecja pod karą zaciągnięcia ekskomuniki.

##### Jedenasta kongregacja generalna – 5 maja
5 maja popołudniu odbyła się również jedenasta kongregacja generalna, w której wzięło udział około 170 kardynałów, w tym 132 kardynałów-elektorów. Kardynałowie kontynuowali rozmowy na temat przyszłości Kościoła. Podczas popołudniowego zgromadzenia głos zabrało około 20 purpuratów, którzy poświęcili swoje wystąpienia takim kwestiom jak m.in. etnocentryzm w Kościele, migracja i migranci, toczące się wojny, a także dyskutowali o roli papieża jako osoby zdolnej do prowadzenia dialogu i budowania relacji z innymi religiami i kulturami w obliczu wielokulturowości współczesnego świata.

##### Dwunasta kongregacja generalna – 6 maja
6 maja o godz. 9:00, w obecności 173 kardynałów, w tym 130 kardynałów-elektorów, rozpoczęła się dwunasta i ostatnia przed konklawe kongregacja generalna. Podczas zgromadzenia wygłoszono 26 wystąpień, w których poruszono m.in. zagadnienie cech ważnych dla przyszłego papieża, reform przeprowadzanych przez papieża Franciszka, a także roli kardynałów w strukturze Kościoła powszechnego. Zgodnie z obowiązującymi przepisami, w obecności uczestników kongregacji generalnej dokonano anulowania (czyli: zniszczenia, poprzez przekłucie dłutem) pierścienia Rybaka, który nosił Papież Franciszek oraz ołowianej pieczęci, którą się posługiwał. Niegdyś czynności tych dokonywał kardynał kamerling po stwierdzeniu zgonu Ojca Świętego. Na zakończenie ostatniej kongregacji kardynałowie opublikowali wezwanie do modlitwy o „sprawiedliwy i trwały pokój” o następującej treści: 
My, Kardynałowie Świętego Kościoła Rzymskiego, zebrani na Kongregacji Generalnej poprzedzającej rozpoczęcie Konklawe, z żalem stwierdzamy brak postępów wspierających procesy pokojowe na Ukrainie, Bliskim Wschodzie i w wielu innych częściach świata; a także nasilenie ataków, niosących szkodę zwłaszcza ludności cywilnej. Kierujemy gorący apel do wszystkich zaangażowanych stron, aby jak najszybciej doprowadziły do trwałego zawieszenia broni i – bez wstępnych warunków ani dalszych opóźnień – rozpoczęły negocjowanie pokoju, którego od dawna pragną dotknięte narody i cały świat.
Wzywamy wszystkich wiernych by jeszcze usilniej modlili się do Pana, w intencji sprawiedliwego i trwałego pokoju.

## Przebieg

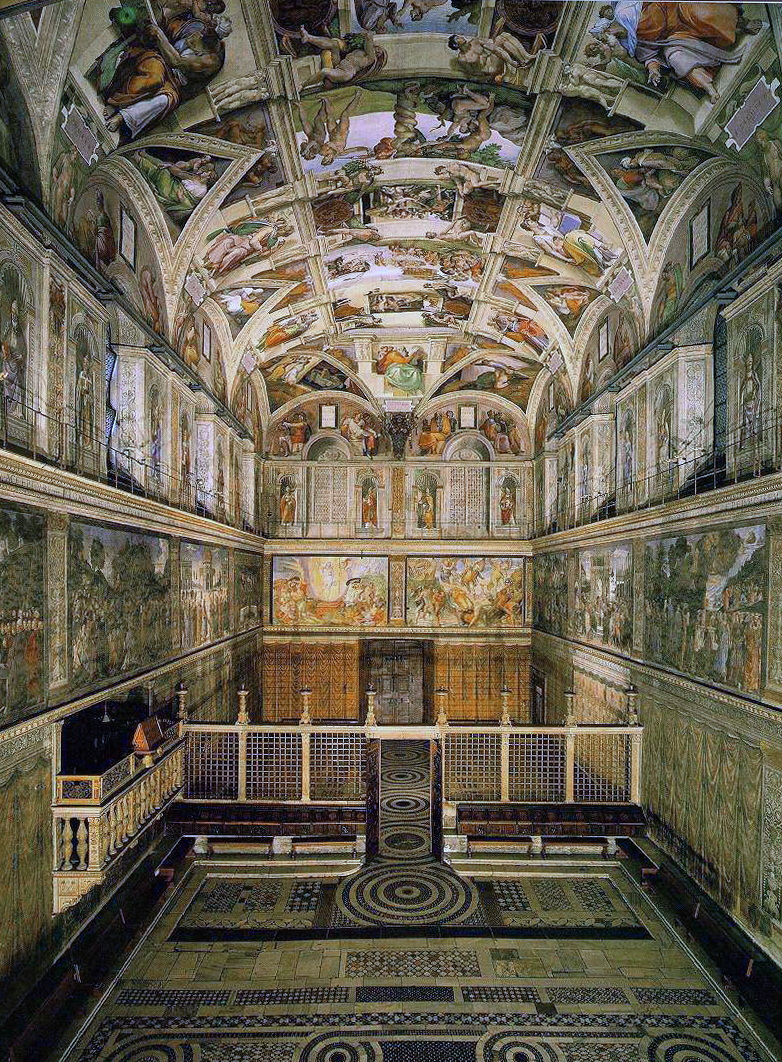
Kaplica Sykstyńska

7 maja 2025 o godzinie 10:00 pod przewodnictwem Giovanniego Battisty Re dziekana Kolegium Kardynałów w Bazylice św. Piotra w Watykanie odbyła się z udziałem kardynałów odzianych w szaty liturgiczne Msza Święta w intencji wyboru nowego papieża (łac. „Pro Eligendo Romano Pontifice”).
Po zakończeniu wcześniej wspomnianej Mszy Świętej, kardynałowie udali się do Domus Sanctae Marthae, będącego ich miejscem zakwaterowania na czas konklawe. Około godziny 16:30 zebrani w Kaplicy Paulińskiej kardynałowie elektorzy przeszli uroczystą procesją do Kaplicy Sykstyńskiej.
W kaplicy wszyscy zgromadzeni kardynałowie, po uprzednim odczytaniu przez kardynała Pietro Parolina treści przysięgi zamieszczonej w konstytucji apostolskiej Universi Dominici Gregis, pojedynczo podchodzili do otwartego Ewangeliarza i wypowiadali następujące zdanie, potwierdzające złożenie przysięgi:

Et ego N. Cardinalis N. spondeo, voveo ac iuro. Sic me Deus adiuvet et haec Sancta Dei Evangelia, quae manu mea tango.

Powyższe zdanie można przetłumaczyć na język polski w ten sposób:

Ja, N. Kardynał N., przyrzekam, zobowiązuję się i przysięgam. Tak mi dopomóż, Panie Boże i te Święte Ewangelie, których moją ręką dotykam.

 O godzinie 17:46 po wypowiedzeniu przez mistrza papieskich ceremonii liturgicznych, arcybiskupa Diego Ravelliego, formuły extra omnes drzwi do Kaplicy Sykstyńskiej zostały zamknięte.
| głosowanie                              | wynik                            | źródło |
| 7 maja                                  | 7 maja                           | 7 maja |
| --------------------------------------- | -------------------------------- | ------ |
| I głosowanie                            | nie wybrano papieża – czarny dym | [ 30 ] |
| 8 maja                                  |                                  |        |
| II i III głosowanie                     | nie wybrano papieża – czarny dym | [ 31 ] |
| IV głosowanie                           | wybrano papieża – biały dym      | [ 32 ] |
| papieżem został kardynał Robert Prevost |                                  |        |

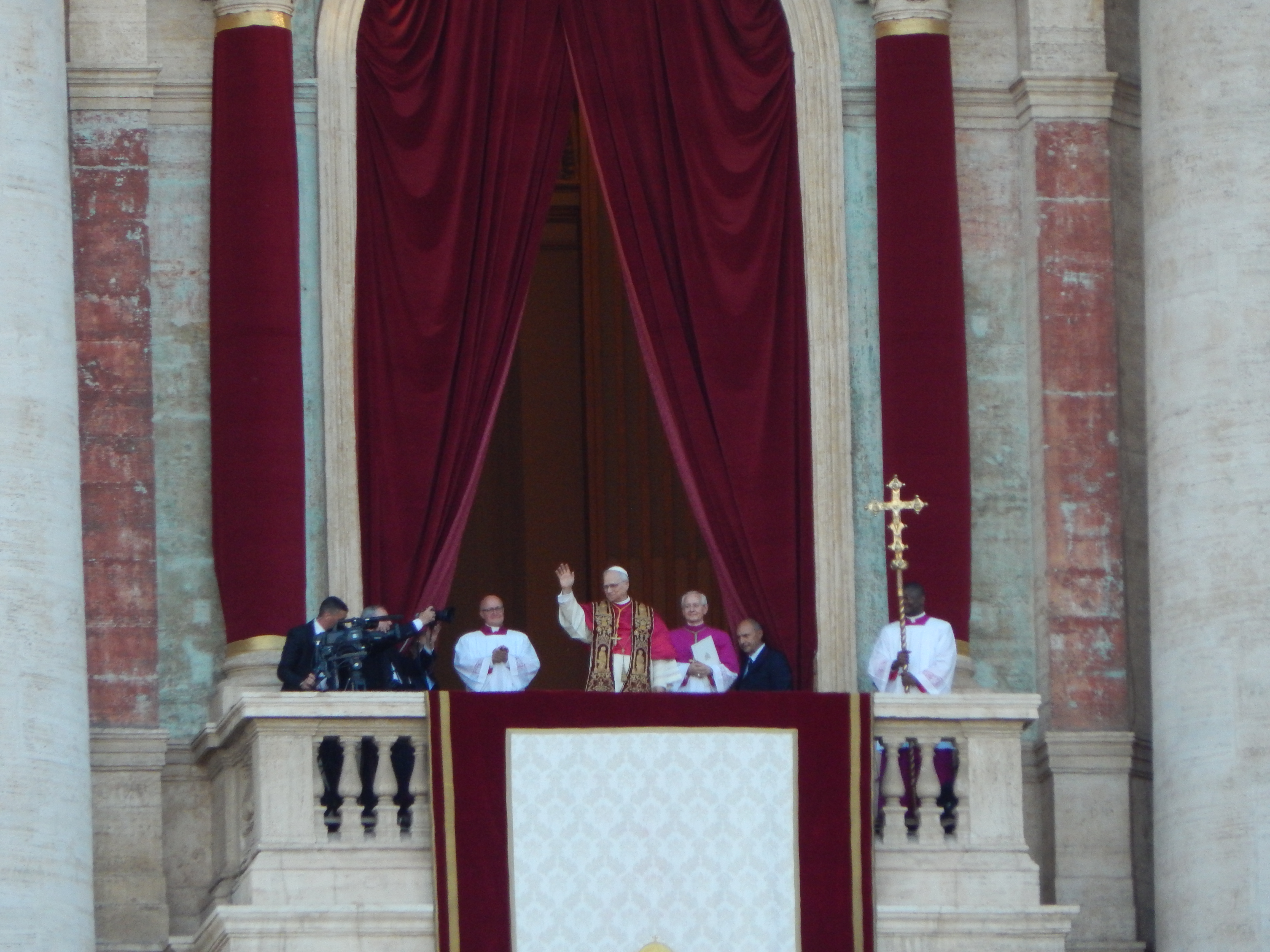
Nowy papież po zakończeniu konklawe na balkonie bazyliki św. Piotra

Biały dym pojawił się o godz. 18:08 czasu rzymskiego, niedługo potem zaczęły bić dzwony. Nowym papieżem w czwartym głosowaniu został wybrany 69-letni amerykańsko-peruwiański kardynał Robert Francis Prevost. Przyjął imię Leon XIV, mimo że, według relacji kard. Fernando Filoniego, początkowo rozważał przybranie imienia Augustyn. Jest on pierwszym papieżem z Ameryki Północnej. Jest także  pierwszym augustianinem wybranym na ten urząd. Kardynał protodiakon Dominique Mamberti wygłosił formułę Habemus papam o godz. 19:13, a dziesięć minut później nowy papież wygłosił pierwsze przemówienie i udzielił błogosławieństwa Urbi et Orbi.

## Kardynałowie według porządku starszeństwa
Według stanu na 21 kwietnia 2025 roku, czyli w momencie śmierci papieża Franciszka, kardynałów, którzy nie ukończyli 80. roku życia jest 135. Wielokrotnie miało już miejsce przekroczenie ustalonego na 120 osób limitu, jednak po raz pierwszy następuje to w momencie wakatu Stolicy Apostolskiej.
W chwili powstania wakatu Stolicy Apostolskiej do Kolegium Kardynałów należało 252 duchownych, z czego 135 posiadało uprawnienia elektorskie. 41 z nich mianował Jan Paweł II, 62 Benedykt XVI, a pozostałych 149 papież Franciszek.

### Kardynałowie elektorzy[37]
5 elektorów mianował Jan Paweł II, 22 Benedykt XVI, a pozostałych 108 papież Franciszek.

#### Kardynałowie biskupi
- Pietro Parolin (Włochy; nominacja kardynalska 22 lutego 2014) – kardynał biskup Ss. Simone e Giuda Taddeo a Torre Angela[39]; sekretarz stanu Stolicy Apostolskiej[40]; członek Rady Kardynałów
- Fernando Filoni (Włochy; 18 lutego 2012) – kardynał biskup Nostra Signora di Coromoto in San Giovanni di Dio[39]; emerytowany prefekt Kongregacji ds. Ewangelizacji Narodów; wielki mistrz Zakonu Rycerskiego Grobu Bożego w Jerozolimie
- Luis Antonio Tagle (Filipiny; 24 listopada 2012) – kardynał biskup S. Felice da Cantalice[39]; proprefekt Dykasterii ds. Ewangelizacji
- Robert Francis Prevost OSA (Stany Zjednoczone; 30 września 2023) – kardynał biskup Albano; prefekt Dykasterii ds. Biskupów[40]; Przewodniczący Papieskiej Komisji ds. Ameryki Łacińskiej[40]
- Louis Raphael I Sako (Irak; 28 czerwca 2018) – chaldejski patriarcha Bagdadu

#### Kardynałowie prezbiterzy
- Vinko Puljić (Bośnia i Hercegowina; 26 listopada 1994) – kardynał prezbiter S. Clarae ad Vineam Claram; emerytowany arcybiskup Sarajewa
- Peter Turkson (Ghana; 21 października 2003) – kardynał prezbiter S. Liborio; emerytowany prefekt Dykasterii ds. Integralnego Rozwoju Człowieka; Wielki Kanclerz Papieskiej Akademii Nauk oraz Papieskiej Akademii Nauk Społecznych
- Josip Bozanić (Chorwacja; 21 października 2003) – kardynał prezbiter S. Girolamo dei Croati; emerytowany arcybiskup Zagrzebia
- Philippe Barbarin (Francja; 21 października 2003) – kardynał prezbiter SS. Trinità al Monte Pincio; emerytowany arcybiskup Lyonu i Prymas Galii
- Péter Erdő (Węgry; 21 października 2003) – kardynał prezbiter S. Balbina; arcybiskup Esztergom-Budapesztu i prymas Węgier
- Stanisław Ryłko (Polska; 24 listopada 2007) – kardynał prezbiter S. Cuore di Cristo Re; emerytowany przewodniczący Papieskiej Rady ds. Świeckich; archiprezbiter Bazyliki Matki Bożej Większej
- Francisco Robles Ortega (Meksyk; 24 listopada 2007) – kardynał prezbiter S. Maria della Presentazione; arcybiskup Guadalajary
- Daniel Nicholas DiNardo (Stany Zjednoczone; 24 listopada 2007) – kardynał prezbiter S. Eusebio; emerytowany arcybiskup Galveston-Houston
- Odilo Scherer (Brazylia; 24 listopada 2007) – kardynał prezbiter S. Andrea al Quirinale; arcybiskup São Paulo
- Robert Sarah (Gwinea; 20 listopada 2010) – kardynał prezbiter S. Giovanni Bosco in via Tuscolana; emerytowany prefekt Kongregacji ds. Kultu Bożego i Dyscypliny Sakramentów
- Raymond Leo Burke (Stany Zjednoczone; 20 listopada 2010) – kardynał prezbiter S. Agata de’ Goti; emerytowany patron Suwerennego Rycerskiego Zakonu Szpitalników Świętego Jana, z Jerozolimy, z Rodos i z Malty
- Kurt Koch (Szwajcaria; 20 listopada 2010) – kardynał prezbiter Nostra Signora del Sacro Cuore in Circo Agonale; prefekt Dykasterii ds. Popierania Jedności Chrześcijan[40]
- Kazimierz Nycz (Polska; 20 listopada 2010) – kardynał prezbiter Ss. Silvestro e Martino ai Monti; emerytowany arcybiskup Warszawy; emerytowany ordynariusz katolików obrządków wschodnich w Polsce
- Albert Malcolm Ranjith Patabendige Don (Sri Lanka; 20 listopada 2010) – kardynał prezbiter S. Lorenzo in Lucina; arcybiskup Colombo
- Reinhard Marx (Niemcy; 20 listopada 2010) – kardynał prezbiter S. Corbiniano; arcybiskup Monachium-Fryzyngi; koordynator Rady ds. Gospodarki
- João Braz de Aviz (Brazylia; 18 lutego 2012) – kardynał prezbiter S. Elena fuori Porta Prenestina; emerytowany prefekt Dykasterii ds. Instytutów Życia Konsekrowanego i Stowarzyszeń Życia Apostolskiego
- Thomas Christopher Collins (Kanada; 18 lutego 2012) – kardynał prezbiter S. Patrizio; emerytowany arcybiskup Toronto
- Willem Jacobus Eijk (Holandia; 18 lutego 2012) – kardynał prezbiter S. Callisto; arcybiskup Utrechtu
- Giuseppe Betori (Włochy; 18 lutego 2012) – kardynał prezbiter S. Marcello; emerytowany arcybiskup Florencji
- Timothy Dolan (Stany Zjednoczone; 18 lutego 2012) – kardynał prezbiter Nostra Signora di Guadalupe a Monte Mario; arcybiskup Nowego Jorku
- Rainer Maria Woelki (Niemcy; 18 lutego 2012) – kardynał prezbiter S. Giovanni Maria Vianney; arcybiskup Kolonii
- James Michael Harvey (Stany Zjednoczone; 24 listopada 2012) – kardynał prezbiter S. Pio V a Via Carpegna; archiprezbiter Bazyliki Świętego Pawła Za Murami
- Baselios Cleemis Thottunkal (Indie; 24 listopada 2012) – kardynał prezbiter S. Gregorio VII; arcybiskup większy Trivandrum obrządku syromalankarskiego; zwierzchnik Kościoła Syromalankarskiego
- Gerhard Ludwig Müller (Niemcy; 22 lutego 2014) – kardynał prezbiter Sant’Agnese in Agone; emerytowany prefekt Kongregacji Nauki Wiary
- Vincent Gerald Nichols (Wielka Brytania; 22 lutego 2014) – kardynał prezbiter Santissimo Redentore e Sant’Alfonso in Via Merulana; arcybiskup Westminsteru i prymas Anglii i Walii
- Leopoldo José Brenes Solórzano (Nikaragua; 22 lutego 2014) – kardynał prezbiter S. Gioacchino ai Prati di Castello; arcybiskup Managui
- Gérald Cyprien Lacroix, I.S.P.X. (Kanada; 22 lutego 2014) – kardynał prezbiter San Giuseppe all’Aurelio; arcybiskup Quebecu
- Jean-Pierre Kutwa (Wybrzeże Kości Słoniowej; 22 lutego 2014) – kardynał prezbiter Santa Emerenziana a Tor Fiorenza; emerytowany arcybiskup Abidżanu
- Orani João Tempesta, O. Cist. (Brazylia; 22 lutego 2014) kardynał prezbiter Santa Maria Madre della Providenza a Monte Verde; arcybiskup Rio de Janeiro
- Mario Aurelio Poli (Argentyna; 22 lutego 2014) – kardynał prezbiter San Roberto Bellarmino; emerytowany arcybiskup Buenos Aires
- Philippe Nakellentuba Ouédraogo (Burkina Faso; 22 lutego 2014) – kardynał prezbiter Santa Maria Consolatrice al Tiburtino; emerytowany arcybiskup Wagadugu
- Chibly Langlois (Haiti; 22 lutego 2014) – kardynał prezbiter San Giacomo in Augusta; biskup Les Cayes
- Manuel José Macário do Nascimento Clemente (Portugalia; 14 lutego 2015) – kardynał prezbiter Sant’Antonio in Campo Marzio; emerytowany patriarcha Lizbony
- Berhaneyesus Demerew Souraphiel, C.M. (Etiopia; 14 lutego 2015) – kardynał prezbiter San Romano Martire; arcybiskup Addis Abeby
- John Atcherley Dew (Nowa Zelandia; 14 lutego 2015) – kardynał prezbiter Sant’Ippolito; emerytowany arcybiskup Wellington
- Charles Maung Bo, S.D.B. (Mjanma; 14 lutego 2015) – kardynał prezbiter Sant’Ireneo a Centocelle; arcybiskup Rangunu
- Francis Xavier Kriengsak Kovithavanij (Tajlandia; 14 lutego 2015) – kardynał prezbiter Santa Maria Addolorata; emerytowany arcybiskup Bangkoku
- Francesco Montenegro (Włochy; 14 lutego 2015) – kardynał prezbiter Santi Andrea e Gregorio al Monte Celio; emerytowany arcybiskup Agrigento
- Daniel Fernando Sturla Berhouet, S.D.B. (Urugwaj; 14 lutego 2015) – kardynał prezbiter Santa Galla; arcybiskup Montevideo
- Arlindo Gomes Furtado (Republika Zielonego Przylądka; 14 lutego 2015) – kardynał prezbiter San Timoteo; biskup Santiago de Cabo Verde
- Soane Patita Paini Mafi (Tonga;1 4 lutego 2015) – kardynał prezbiter Santa Paola Romana; biskup Tonga
- Dieudonné Nzapalainga, C.S.Sp. (Republika Środkowoafrykańska; 19 listopada 2016) – kardynał prezbiter Sant’Andrea della Valle; arcybiskup Bangi
- Carlos Osoro Sierra (Hiszpania; 19 listopada 2016) – kardynał prezbiter Santa Maria in Trastevere; emerytowany arcybiskup Madrytu
- Sérgio da Rocha (Brazylia; 19 listopada 2016) – kardynał prezbiter Santa Croce in via Flaminia; arcybiskup São Salvador da Bahia i prymas Brazylii; członek Rady Kardynałów
- Blase Joseph Cupich (Stany Zjednoczone; 19 listopada 2016) – kardynał prezbiter San Bartolomeo all’Isola; arcybiskup Chicago
- Josef De Kesel (Belgia; 19 listopada 2016) – kardynał prezbiter Santi Giovanni e Paolo; emerytowany arcybiskup Mechelen-Brukseli i prymas Belgii
- Carlos Aguiar Retes (Meksyk; 19 listopada 2016) – kardynał prezbiter Santi Fabiano e Venanzio a Villa Fiorelli; arcybiskup Meksyku
- John Ribat, M.S.C. (Papua-Nowa Gwinea; 19 listopada 2016) – kardynał prezbiter San Giovanni Battista de’ Rossi; arcybiskup Port Moresby
- Joseph William Tobin, C.Ss.R. (Stany Zjednoczone; 19 listopada 2016) – kardynał prezbiter Santa Maria delle Grazie a Via Trionfale; arcybiskup Newark
- Juan José Omella Omella (Hiszpania; 28 czerwca 2017) – kardynał prezbiter Santa Croce in Gerusalemme; arcybiskup Barcelony; członek Rady Kardynałów
- Anders Arborelius, O.C.D. (Szwecja; 28 czerwca 2017) – kardynał prezbiter Santa Maria degli Angeli; biskup Sztokholmu
- Angelo De Donatis (Włochy; 28 czerwca 2018) – kardynał prezbiter San Marco; penitencjariusz większy
- Joseph Coutts (Pakistan; 28 czerwca 2018) – kardynał prezbiter San Bonaventura da Bagnoregio; emerytowany arcybiskup Karaczi
- António Augusto dos Santos Marto (Portugalia; 28 czerwca 2018) – kardynał prezbiter Santa Maria sopra Minerva; emerytowany biskup Leirii-Fatimy
- Désiré Tsarahazana (Madagaskar; 28 czerwca 2018) – kardynał prezbiter San Gregorio Barbarigo alle Tre Fontane; arcybiskup Toamasiny; przewodniczący Konferencji Episkopatu Madagaskaru
- Giuseppe Petrocchi (Włochy; 28 czerwca 2018) – kardynał prezbiter San Giovanni Battista dei Fiorentini; emerytowany arcybiskup Aquili; Przewodniczący Papieskiej Komisji Studiów ds. Diakonatu Kobiet
- Thomas Aquino Manyo Maeda (Japonia; 28 czerwca 2018) – kardynał prezbiter Santa Pudenziana; arcybiskup Osaki-Takamatsu
- Ignatius Suharyo Hardjoatmodjo (Indonezja; 5 października 2019) – kardynał prezbiter Spirito Santo alla Ferratella; arcybiskup Dżakarty
- Juan de la Caridad García Rodríguez (Kuba; 5 października 2019) – kardynał prezbiter Santi Aquila e Priscilla; arcybiskup Hawany
- Fridolin Ambongo Besungu, O.F.M. Cap. (Demokratyczna Republika Konga; 5 października 2019) – kardynał prezbiter San Gabriele Arcangelo all’Acqua Traversa; arcybiskup Kinszasy; przewodniczący Sympozjum Konferencji Episkopatów Afryki i Madagaskaru
- Jean-Claude Hollerich, S.J. (Luksemburg; 5 października 2019) – kardynał prezbiter San Giovanni Crisostomo a Monte Sacro Alto; arcybiskup Luksemburga
- Alvaro Leonel Ramazzini Imeri (Gwatemala; 5 października 2019) – kardynał prezbiter San Giovanni Evangelista a Spinaceto; arcybiskup Huehuetenango
- Matteo Maria Zuppi (Włochy; 5 października 2019) – kardynał prezbiter Sant’Egidio in Trastevere; arcybiskup Bolonii; przewodniczący Konferencji Episkopatu Włoch
- Cristóbal López Romero, S.D.B. (Hiszpania/Maroko; 5 października 2019) – kardynał prezbiter San Leone I; arcybiskup Rabatu; przewodniczący Konferencji Episkopatów Regionu Afryki Północnej
- Antoine Kambanda (Rwanda; 28 listopada 2020) – kardynał prezbiter San Sisto; arcybiskup Kigali
- Wilton Daniel Gregory (Stany Zjednoczone; 28 listopada 2020) – kardynał prezbiter Immacolata Concezione di Maria a Grottarossa; emerytowany arcybiskup Waszyngtonu
- Jose Lazaro Fuerte Advincula (Filipiny; 28 listopada 2020) – kardynał prezbiter San Vigilio; arcybiskup Manili i prymas Filipin
- Augusto Paolo Lojudice (Włochy; 28 listopada 2020) – kardynał prezbiter Santa Maria del Buon Consiglio; arcybiskup Siena-Colle di Val d’Elsa-Montalcino; biskup Montepulciano-Chiusi-Pienza
- Jean-Marc Noël Aveline (Francja; 27 sierpnia 2022) – kardynał prezbiter Santa Maria ai Monti; arcybiskup Marsylii
- Peter Ebere Okpaleke (Nigeria; 27 sierpnia 2022) – kardynał prezbiter Santi Martiri dell’Uganda a Poggio Ameno; biskup Ekwulobii
- Leonardo Ulrich Steiner, O.F.M. (Brazylia; 27 sierpnia 2022) – kardynał prezbiter San Leonardo da Porto Maurizio ad Acilia; arcybiskup Manaus
- Filipe Neri António Sebastião do Rosário Ferrão (Indie; 27 sierpnia 2022) – kardynał prezbiter Santa Maria in Via; arcybiskup Goa i Damão i Patriarcha Wschodnich Indii
- Robert Walter McElroy (Stany Zjednoczone; 27 sierpnia 2022) – kardynał prezbiter San Frumenzio ai Prati Fiscali; arcybiskup Waszyngtonu
- Virgilio do Carmo da Silva, S.D.B. (Timor Wschodni; 27 sierpnia 2022) – kardynał prezbiter Sant’Alberto Magno; arcybiskup Dili
- Oscar Cantoni (Włochy; 27 sierpnia 2022) – kardynał prezbiter Santa Maria “Regina Pacis” a Monte Verde; biskup Como
- Anthony Poola (Indie; 27 sierpnia 2022) – kardynał prezbiter Santi Protomartiri a Via Aurelia Antica; arcybiskup Hajdarabadu
- Paulo Cezar Costa (Brazylia; 27 sierpnia 2022) – kardynał prezbiter Santi Bonifacio ed Alessio; arcybiskup Brasilii
- William Goh Seng Chye (Singapur; 27 sierpnia 2022) – kardynał prezbiter Santa Maria “Regina Pacis” in Ostia Mare; arcybiskup Singapuru
- Adalberto Martínez Flores (Paragwaj; 27 sierpnia 2022) – kardynał prezbiter San Giovanni a Porta Latina; arcybiskup Asunción
- Giorgio Marengo, I.M.C. (Włochy/Mongolia; 27 sierpnia 2022) – kardynał prezbiter San Giuda Taddeo Apostolo; prefekt apostolski Ułan Bator
- Pierbattista Pizzaballa, O.F.M. (Włochy; 30 września 2023) – kardynał prezbiter Sant’Onofrio; łaciński patriarcha Jerozolimy; wielki przeor Zakonu Rycerskiego Grobu Bożego w Jerozolimie
- Stephen Brislin (Republika Południowej Afryki; 30 września 2023) – kardynał prezbiter Santa Maria Domenica Mazzarello; arcybiskup Johannesburga
- Ángel Sixto Rossi, S.J. (Argentyna; 30 września 2023) – kardynał prezbiter Santa Bernadette Soubirous; arcybiskup Kordoby
- Luis José Rueda Aparicio (Kolumbia; 30 września 2023) – kardynał prezbiter San Luca a Via Prenestina; arcybiskup Bogoty
- Grzegorz Ryś (Polska; 30 września 2023) – kardynał prezbiter Santi Cirillo e Metodio; arcybiskup Łodzi
- Stephen Ameyu Martin Mulla (Sudan Południowy; 30 września 2023) – kardynał prezbiter Santa Gemma Galgani; arcybiskup Dżuby
- José Cobo Cano (Hiszpania; 30 września 2023) – kardynał prezbiter Santa Maria in Monserrato degli Spagnoli; arcybiskup Madrytu; ordynariusz wiernych obrządku wschodniego w Hiszpanii
- Protase Rugambwa (Tanzania; 30 września 2023) – kardynał prezbiter Santa Maria in Montesanto; arcybiskup Tabory
- Sebastian Francis (Malezja; 30 września 2023) – kardynał prezbiter Santa Maria Causa Nostrae Laetitiae; biskup Penang
- Stephen Chow Sau-yan, S.J. (Chiny; 30 września 2023) – kardynał prezbiter San Giovanni Battista de La Salle; biskup Hongkongu
- François-Xavier Bustillo, O.F.M. Conv. (Francja; 30 września 2023) – kardynał prezbiter Santa Maria Immacolata di Lourdes a Boccea; biskup Ajaccio
- Américo Manuel Alves Aguiar (Portugalia; 30 września 2023) – kardynał prezbiter Sant’Antonio da Padova in Via Merulana; biskup Setubal
- Carlos Gustavo Castillo Mattasoglio (Peru; 7 grudnia 2024) – kardynał prezbiter Santa Maria delle Grazie a Casal Boccone; arcybiskup Limy i prymas Peru
- Vicente Bokalic Iglic, C.M. (Argentyna; 7 grudnia 2024) – kardynał prezbiter Santa Maria Maddalena in Campo Marzio; arcybiskup Santiago del Estero i prymas Argentyny
- Luis Gerardo Cabrera Herrera, O.F.M. (Ekwador; 7 grudnia 2024) – kardynał prezbiter Sacra Famiglia di Nazareth a Centocelle; arcybiskup Guayaquil
- Fernando Natalio Chomalí Garib (Chile; 7 grudnia 2024) – kardynał prezbiter San Mauro Abate; arcybiskup Santiago de Chile
- Tarcisio Isao Kikuchi, S.V.D. (Japonia; 7 grudnia 2024) – kardynał prezbiter San Giovanni Leonardi; arcybiskup Tokio; przewodniczący Caritas Internationalis
- Pablo Virgilio Siongco David (Filipiny; 7 grudnia 2024) – kardynał prezbiter Trasfigurazione di Nostro Signore Gesù Cristo; biskup Kalookan
- László Nemet, S.V.D. (Serbia; 7 grudnia 2024) – kardynał prezbiter Santa Maria Stella Maris; arcybiskup Belgradu
- Jaime Spengler, O.F.M. (Brazylia; 7 grudnia 2024) – kardynał prezbiter San Gregorio Magno alla Magliana Nuova; arcybiskup Porto Allegre
- Ignace Bessi Dogbo (Wybrzeże Kości Słoniowej; 7 grudnia 2024) – kardynał prezbiter Santi Mario e Compagni Martiri; arcybiskup Abidżanu
- Jean-Paul Vesco, O.P. (Francja; 7 grudnia 2024) – kardynał prezbiter Sacro Cuore di Gesù agonizzante a Vitinia; arcybiskup Algieru
- Dominique Joseph Mathieu, O.F.M. Conv. (Belgia/Iran; 7 grudnia 2024) – kardynał prezbiter Santa Giovanna Antida Thouret; arcybiskup teherańsko-isfahański
- Roberto Repole (Włochy; 7 grudnia 2024) – kardynał prezbiter Gesù Divin Maestro alla Pineta Sacchetti; arcybiskup Turynu; biskup Susy
- Baldassare Reina (Włochy; 7 grudnia 2024) – kardynał prezbiter Santa Maria Assunta e San Giuseppe a Primavalle; wikariusz generalny Rzymu; archiprezbiter bazyliki Świętego Jana na Lateranie; administrator apostolski suburbikarnej diecezji Ostii
- Frank Leo (Kanada; 7 grudnia 2024) – kardynał prezbiter Santa Maria della Salute a Primavalle; arcybiskup Toronto
- Mykoła Byczok, C.Ss.R. (Ukraina/Australia; 7 grudnia 2024) – kardynał prezbiter Santa Sofia a Via Boccea; biskup eparchii Świętych Piotra i Pawła w Melbourne
- Domenico Battaglia (Włochy; 7 grudnia 2024) – kardynał prezbiter San Marco in Agro Laurentino; arcybiskup Neapolu

#### Kardynałowie diakoni
- Dominique François Joseph Mamberti (Francja; 14 lutego 2015) – kardynał diakon Santo Spirito in Sassia; protodiakon Kolegium Kardynalskiego; prefekt Najwyższego Trybunału Sygnatury Apostolskiej[40]
- Mario Zenari (Włochy; 19 listopada 2016) – kardynał diakon Santa Maria delle Grazie alle Fornaci fuori Porta Cavalleggeri; nuncjusz apostolski w Syrii
- Kevin Joseph Farrell (Irlandia; 19 listopada 2016) – kardynał diakon San Giuliano Martire; prefekt Dykasterii ds. Świeckich, Rodziny i Życia[40]; kamerling Świętego Kościoła Rzymskiego
- Konrad Krajewski (Polska; 28 czerwca 2018) – kardynał diakon Santa Maria Immacolata all’Esquilino; jałmużnik papieski; prefekt Dykasterii ds. Posługi Miłosierdzia
- José Tolentino Calaça de Mendonça (Portugalia; 5 października 2019) – kardynał diakon Santi Domenico e Sisto; prefekt Dykasterii ds. Kultury i Edukacji[40]
- Michael Czerny, S.J. (Kanada; 5 października 2019) – kardynał diakon San Michele Arcangelo; prefekt Dykasterii ds. Integralnego Rozwoju Człowieka[40]
- Mario Grech (Malta; 28 listopada 2020) – kardynał diakon Santi Cosma e Damiano; sekretarz Generalny Synodu Biskupów
- Marcello Semeraro (Włochy; 28 listopada 2020) – kardynał diakon Santa Maria in Domnica; prefekt Dykasterii Spraw Kanonizacyjnych[40]; prefekt Komisji ds. Nowych Męczenników – Świadków Wiary[40]
- Mauro Maria Gambetti, O.F.M. Conv. (Włochy; 28 listopada 2020) – kardynał diakon Santissimo Nome di Maria al Foro Traiano; archiprezbiter bazyliki watykańskiej; przewodniczący Fabryki Świętego Piotra; wikariusz generalny Państwa Watykańskiego
- Arthur Roche (Wielka Brytania; 27 sierpnia 2022) – kardynał diakon San Saba; prefekt Dykasterii ds. Kultu Bożego i Dyscypliny Sakramentów[40]
- Lazarus You Heung-sik (Korea Południowa; 27 sierpnia 2022) – kardynał diakon Gesù Buon Pastore alla Montagnola; prefekt Dykasterii ds. Duchowieństwa[40]
- Claudio Gugerotti (Włochy; 30 września 2023) – kardynał diakon Sant’Ambrogio della Massima; prefekt Dykasterii ds. Kościołów Wschodnich[40]
- Victor Manuel Fernández (Argentyna; 30 września 2023) – kardynał diakon Santi Urbano e Lorenzo a Prima Porta; prefekt Dykasterii Nauki Wiary[40]
- Emil Paul Tscherrig (Szwajcaria; 30 września 2023) – kardynał diakon San Giuseppe in via Trionfale
- Christophe Louis Yves Georges Pierre (Francja; 30 września 2023) – kardynał diakon San Benedetto fuori Porta San Paolo; nuncjusz apostolski w Stanach Zjednoczonych
- Ángel Fernández Artime, S.D.B. (Hiszpania; 30 września 2023) – kardynał diakon Santa Maria Auxiliatrice in via Tuscolana; pro-prefekt Dykasterii ds. Instytutów Życia Konsekrowanego i Stowarzyszeń Życia Apostolskiego[40]
- Rolandas Makrickas (Litwa; 7 grudnia 2024) – kardynał diakon Sant’Eustachio; archiprezbiter koadiutor Bazyliki Matki Bożej Większej
- Timothy Peter Joseph Radcliffe, O.P. (Wielka Brytania; 7 grudnia 2024) – kardynał diakon Santissimi Nomi di Gesù e Maria in Via Lata; emerytowany generał Zakonu Kaznodziejskiego
- Fabio Baggio, C.S. (Włochy; 7 grudnia 2024) – kardynał diakon San Filippo Neri in Eurosia; podsekretarz Dykasterii ds. Integralnego Rozwoju Człowieka
- George Jacob Koovakad (Indie; 7 grudnia 2024) – kardynał diakon Sant’Antonio di Padova a Circonvallazione Appia; prefekt Dykasterii ds. Dialogu Międzyreligijnego[40]

### Nieobecni elektorzy
Dwóch kardynałów elektorów (obaj z nominacji Benedykta XVI) nie przybyło na konklawe:
- Antonio Cañizares Llovera (Hiszpania; 24 marca 2006) – kardynał prezbiter S. Pancrazio; emerytowany arcybiskup Walencji – z powodu problemów zdrowotnych[41][42],
- John Njue (Kenia; 24 listopada 2007) – kardynał prezbiter Preziossisimo Sangue di Nostro Signore Gesù Cristo; emerytowany arcybiskup Nairobi – według dyrektora Biura Prasowego Watykanu z powodów zdrowotnych; według kardynała Njue z powodu braku zaproszenia spowodowanego kontrowersją dotyczącą jego daty urodzenia[43][44][45].

### Kardynałowie bez uprawnień elektorskich
117 kardynałów w momencie powstania wakatu Stolicy Apostolskiej nie posiadało uprawnień elektorskich. 116 z nich utraciło uprawnienia w wyniku ukończenia 80. roku życia, a jeden z nich – Giovanni Angelo Becciu – zrezygnował z uprawnień elektorskich. 36 nieelektorów mianował Jan Paweł II, 40 Benedykt XVI, a pozostałych 41 papież Franciszek.

#### Kardynałowie biskupi
- Giovanni Battista Re (Włochy; 21 lutego 2001) – kardynał biskup Ostii i Sabina-Poggio Mirteto; dziekan Kolegium Kardynalskiego; emerytowany prefekt Kongregacji ds. Biskupów
- Leonardo Sandri (Argentyna; 24 listopada 2007) – kardynał biskup Santi Biagio e Carlo ai Catinari[39]; subdziekan Kolegium Kardynalskiego; emerytowany prefekt Dykasterii ds. Kościołów Wschodnich
- Francis Arinze (Nigeria; 25 maja 1985) – kardynał biskup Velletri-Segni; emerytowany prefekt Kongregacji Kultu Bożego i Dyscypliny Sakramentów
- Tarcisio Bertone, S.D.B. (Włochy; 21 października 2003) – kardynał biskup Frascati; emerytowany kamerling Świętego Kościoła Rzymskiego; emerytowany sekretarz stanu Stolicy Apostolskiej
- José Saraiva Martins, C.M.F. (Portugalia; 21 lutego 2001) – kardynał biskup Palestriny; emerytowany prefekt Kongregacji Spraw Kanonizacyjnych
- Marc Ouellet, P.S.S. (Kanada; 21 października 2003) – kardynał biskup Santa Maria in Traspontina[39]; emerytowany prefekt Kongregacji ds. Biskupów; emerytowany przewodniczący Papieskiej Rady ds. Ameryki Łacińskiej
- Beniamino Stella (Włochy; 22 lutego 2014) – kardynał biskup Porto-Santa Rufina; emerytowany prefekt Kongregacji ds. Duchowieństwa
- Béchara Boutros Raï, O.M.M. (Liban; 24 listopada 2012) – maronicki patriarcha Antiochii

#### Kardynałowie prezbiterzy
- Michael Michai Kitbunchu (Tajlandia; 2 lutego 1983) – kardynał prezbiter San Lorenzo in Panisperna; protoprezbiter Kolegium Kardynalskiego; emerytowany arcybiskup Bangkoku
- Paul Joseph Jean Poupard (Francja; 25 maja 1985) – kardynał prezbiter Santa Prassede; emerytowany przewodniczący Papieskiej Rady ds. Kultury
- Friedrich Wetter (Niemcy; 25 maja 1985) – kardynał prezbiter Santo Stefano al Monte Celio; emerytowany arcybiskup Monachium-Fryzyngi
- Nicolás de Jesús López Rodríguez (Dominikana; 28 czerwca 1991) – kardynał prezbiter San Pio X alla Balduina; emerytowany arcybiskup Santo Domingo i prymas Dominikany; emerytowany ordynariusz Sił Zbrojnych Dominikany
- Roger Michael Mahony (Stany Zjednoczone; 28 czerwca 1991) – kardynał prezbiter Santi Quattro Coronati; emerytowany arcybiskup Los Angeles
- Camillo Ruini (Włochy; 28 czerwca 1991) – kardynał prezbiter Sant’Agnese fuori le Mura; emerytowany wikariusz generalny Rzymu; emerytowany archiprezbiter Świętego Jana na Lateranie
- Julius Riyadi Darmaatmadja, S.J. (Indonezja; 26 listopada 1994) – kardynał prezbiter Sacro Cuore di Maria; emerytowany arcybiskup Dżakarty
- Emmanuel Wamala (Uganda; 26 listopada 1994) – kardynał prezbiter Sant’Ugo; emerytowany arcybiskup Kampali
- Adam Joseph Maida (Stany Zjednoczone; 26 listopada 1994) – kardynał prezbiter Santi Vitale, Valeria, Gervasio e Protasio; emerytowany arcybiskup Detroit; emerytowany zwierzchnik samodzielnej misji na Kajmanach
- Juan Sandoval Íñiguez (Meksyk; 26 listopada 1994) – kardynał prezbiter Nostra Signora di Guadalupe e San Filippo Martire; emerytowany arcybiskup Guadalajary
- James Francis Stafford (Stany Zjednoczone; 21 lutego 1998) – kardynał prezbiter San Pietro in Montorio; emerytowany penitencjariusz większy
- Salvatore De Giorgi (Włochy; 21 lutego 1998) – kardynał prezbiter Santa Maria in Ara Coeli; emerytowany arcybiskup Palermo
- Antonio María Rouco Varela (Hiszpania; 21 lutego 1998) – kardynał prezbiter San Lorenzo in Damaso; emerytowany arcybiskup Madrytu
- Polycarp Pengo (Tanzania; 21 lutego 1998) – kardynał prezbiter Nostra Signora de La Salette; emerytowany arcybiskup Dar-es-Salaam
- Christoph Schönborn, O.P. (Austria; 21 lutego 1998) – kardynał prezbiter Gesù Divin Lavoratore; emerytowany arcybiskup Wiednia
- Norberto Rivera Carrera (Meksyk; 21 lutego 1998) – kardynał prezbiter San Francesco d’Assisi a Ripa Grande; emerytowany arcybiskup Meksyku
- Jānis Pujats (Łotwa; 21 lutego 1998) – kardynał prezbiter Santa Silvia; emerytowany arcybiskup Rygi
- Crescenzio Sepe (Włochy; 21 lutego 2001) – kardynał prezbiter Dio Padre Misericordioso; emerytowany arcybiskup Neapolu
- Walter Kasper (Niemcy; 21 lutego 2001) – kardynał prezbiter Ognissanti in Via Appia Nuova; emerytowany przewodniczący Papieskiej Rady ds. Popierania Jedności Chrześcijan; emerytowany przewodniczący Komisji ds. Kontaktów Religijnych z Żydami
- Audrys Juozas Bačkis (Litwa; 21 lutego 2001) – kardynał prezbiter Natività di Nostro Signore Gesù Cristo a Via Gallia; emerytowany arcybiskup Wilna
- Francisco Javier Errázuriz Ossa, I.SchP (Chile; 21 lutego 2001) – kardynał prezbiter Santa Maria della Pace; emerytowany arcybiskup Santiago de Chile
- Wilfrid Fox Napier, O.F.M. (Republika Południowej Afryki; 21 lutego 2001) – kardynał prezbiter San Francesco d’Assisi ad Acilia; emerytowany arcybiskup Durbanu
- Óscar Andrés Rodríguez Maradiaga, S.D.B. (Honduras; 21 lutego 2001) – kardynał prezbiter Santa Maria della Speranza; emerytowany arcybiskup Tegucigalpy;
- Juan Luis Cipriani Thorne (Peru; 21 lutego 2001) – kardynał prezbiter San Camillo de Lellis; emerytowany arcybiskup Limy i prymas Peru
- Julián Herranz Casado (Hiszpania; 21 października 2003) – kardynał prezbiter Sant’Eugenio; emerytowany przewodniczący Papieskiej Rady ds. Tekstów Prawnych
- Angelo Scola (Włochy; 21 października 2003) – kardynał prezbiter Santi XII Apostoli; emerytowany arcybiskup Mediolanu
- Anthony Olubunmi Okogie (Nigeria; 21 października 2003) – kardynał prezbiter Beata Vergine Maria del Monte Carmelo a Mostacciano; emerytowany arcybiskup Lagos
- Gabriel Zubeir Wako (Sudan; 21 października 2003) – kardynał prezbiter Sant’Atanasio a Via Tiburtina; emerytowany arcybiskup Chartumu
- Justin Francis Rigali (Stany Zjednoczone; 21 października 2003) – kardynał prezbiter Santa Prisca; emerytowany arcybiskup Filadelfii
- Ennio Antonelli (Włochy; 21 października 2003) – kardynał prezbiter Sant’Andrea delle Fratte; emerytowany arcybiskup Florencji; emerytowany przewodniczący Papieskiej Rady ds. Rodziny
- Jean-Baptiste Phạm Minh Mẫn (Wietnam; 21 października 2003) – kardynał prezbiter San Giustino; emerytowany arcybiskup Ho Chi Minh
- Franc Rodé, C.M. (Słowenia; 24 marca 2006) – kardynał prezbiter San Francesco Saverio alla Garbatella; emerytowany prefekt Kongregacji ds. Instytutów Życia Konsekrowanego i Stowarzyszeń Życia Apostolskiego
- Agostino Vallini (Włochy; 24 marca 2006) – kardynał prezbiter San Pier Damiani ai Monti di San Paolo; emerytowany wikariusz generalny diecezji rzymskiej; emerytowany archiprezbiter Świętego Jana na Lateranie; legat papieski ds. Bazyliki św. Franciszka i Bazyliki Najświętszej Marii Panny od Aniołów
- Gaudencio Borbon Rosales (Filipiny; 24 marca 2006) – kardynał prezbiter Santissimo Nome di Maria in Via Latina; emerytowany arcybiskup Manili
- Jean-Pierre Bernard Ricard (Francja; 24 marca 2006) – kardynał prezbiter Sant’Agostino; emerytowany arcybiskup Bordeaux
- Seán Patrick O’Malley, O.F.M. Cap. (Stany Zjednoczone; 24 marca 2006) – kardynał prezbiter Santa Maria della Vittoria; emerytowany arcybiskup Bostonu; członek Rady Kardynałów; przewodniczący Papieskiej Komisji ds. Ochrony Osób Małoletnich
- Stanisław Dziwisz (Polska; 24 marca 2006) – kardynał prezbiter Santa Maria del Popolo; emerytowany arcybiskup Krakowa
- Joseph Zen Ze-kiun, S.D.B. (Chiny; 24 marca 2006) – kardynał prezbiter Santa Maria Madre del Redentore a Tor Bella Monaca; emerytowany arcybiskup Hongkongu
- Giovanni Lajolo (Włochy; 24 listopada 2007) – kardynał prezbiter Santa Maria Liberatrice a Monte Testaccio; emerytowany Prezydent Gubernatoratu Państwa Watykańskiego
- Angelo Comastri (Włochy; 24 listopada 2007) – kardynał prezbiter San Salvatore in Lauro; emerytowany wikariusz generalny Państwa Watykańskiego; emerytowany archiprezbiter bazyliki watykańskiej
- Raffaele Farina, S.D.B. (Włochy; 24 listopada 2007) – kardynał prezbiter San Giovanni della Pigna; emerytowany archiwista i bibliotekarz Świętego Kościoła Rzymskiego
- Seán Baptist Brady (Irlandia; 24 listopada 2007) – kardynał prezbiter Santi Quirico e Giulitta; emerytowany arcybiskup Armagh i prymas całej Irlandii
- Lluís Martínez Sistach (Hiszpania; 24 listopada 2007) – kardynał prezbiter San Sebastiano alle Catacombe; emerytowany arcybiskup Barcelony
- André Armand Vingt-Trois (Francja; 24 listopada 2007) – kardynał prezbiter San Luigi dei Francesi; emerytowany arcybiskup Paryża
- Angelo Bagnasco (Włochy; 24 listopada 2007) – kardynał prezbiter Gran Madre di Dio; emerytowany arcybiskup Genui
- Théodore-Adrien Sarr (Senegal; 24 listopada 2007) – kardynał prezbiter Santa Lucia a Piazza d’Armi; emerytowany arcybiskup Dakaru
- Oswald Gracias (Indie; 24 listopada 2007) – kardynał prezbiter San Paolo della Croce a “Corviale”; emerytowany arcybiskup Bombaju; członek Rady Kardynałów
- Estanislao Esteban Karlic (Argentyna; 24 listopada 2007) – kardynał prezbiter Beata Maria Vergine Addolorata a Piazza Buenos Aires; emerytowany arcybiskup Parany
- Francesco Monterisi (Włochy; 20 listopada 2010) – kardynał prezbiter San Paolo alla Regola; emerytowany archiprezbiter Bazyliki Świętego Pawła Za Murami
- Mauro Piacenza (Włochy; 20 listopada 2010) – kardynał prezbiter San Paolo alle Tre Fontane; emerytowany penitencjariusz większy
- Gianfranco Ravasi (Włochy; 20 listopada 2010) – kardynał prezbiter San Giorgio in Velabro; emerytowany przewodniczący Papieskiej Rady ds. Kultury; emerytowany przewodniczący Papieskiej Komisji ds. Archeologii Sakralnej
- Paolo Romeo (Włochy; 20 listopada 2010) – kardynał prezbiter Santa Maria Odigitria dei Siciliani; emerytowany arcybiskup Palermo
- Donald William Wuerl (Stany Zjednoczone; 20 listopada 2010) – kardynał prezbiter San Pietro in Vincoli; emerytowany arcybiskup Waszyngtonu
- Raymundo Damasceno Assis (Brazylia; 20 listopada 2010) – kardynał prezbiter Immacolata al Tiburtino; emerytowany arcybiskup Aparecidy
- Walter Brandmüller (Niemcy; 20 listopada 2010) – kardynał prezbiter San Giuliano dei Fiamminghi; emerytowany przewodniczący Papieskiego Komitetu Nauk Historycznych
- Manuel Monteiro de Castro (Portugalia; 18 lutego 2012) – kardynał prezbiter San Domenico di Guzman; emerytowany penitencjariusz większy
- Santos Abril y Castelló (Hiszpania; 18 lutego 2012) – kardynał prezbiter San Ponziano; emerytowany archiprezbiter Bazyliki Matki Bożej Większej
- Antonio Maria Vegliò (Włochy; 18 lutego 2012) – kardynał prezbiter San Cesareo in Palatio; emerytowany przewodniczący Papieskiej Rady ds. Duszpasterstwa Migrantów i Podróżujących
- Giuseppe Bertello (Włochy; 18 lutego 2012) – kardynał prezbiter Santi Vito, Modesto e Crescenzia; emerytowany Prezydent Gubernatoratu Państwa Watykańskiego
- Francesco Coccopalmerio (Włochy; 18 lutego 2012) – kardynał prezbiter San Giuseppe dei Falegnami; emerytowany przewodniczący Papieskiej Rady ds. Tekstów Prawnych
- Edwin Frederick O’Brien (Stany Zjednoczone; 18 lutego 2012) – kardynał prezbiter San Sebastiano al Palatino; emerytowany arcybiskup Baltimore i prymas Stanów Zjednoczonych
- Domenico Calcagno (Włochy; 18 lutego 2012) – kardynał prezbiter Annunciazione della Beata Vergine Maria a Via Ardeatina; emerytowany przewodniczący Administracji Dóbr Stolicy Apostolskiej; członek Papieskiej Komisji ds. Państwa Watykańskiego
- Giuseppe Versaldi (Włochy; 18 lutego 2012) – kardynał prezbiter Sacro Cuore di Gesù a Castro Pretorio; emerytowany prefekt Kongregacji Edukacji
- George Alencherry (Indie; 18 lutego 2012) – kardynał prezbiter San Bernardo alle Terme; emerytowany arcybiskup większy Ernakulam-Angamaly i zwierzchnik Kościoła syromalabarskiego
- Dominik Jaroslav Duka, O.P. (Czechy; 18 lutego 2012) – kardynał prezbiter Santi Marcellino e Pietro; emerytowany arcybiskup Pragi
- John Tong Hon (Chiny; 18 lutego 2012) – kardynał prezbiter Regina Apostolorum; emerytowany biskup Hongkongu
- Lucian Mureşan (Rumunia; 18 lutego 2012) – kardynał prezbiter Sant’Atanasio; arcybiskup większy Fogaraszu i Alba Iulia i głowa Rumuńskiego Kościoła Greckokatolickiego
- John Olorunfemi Onaiyekan (Nigeria; 24 listopada 2012) – kardynał prezbiter San Saturnino; emerytowany arcybiskup Abudży
- Rubén Salazar Gómez (Kolumbia; 24 listopada 2012) – kardynał prezbiter San Gerardo Maiella; emerytowany arcybiskup Bogoty
- Lorenzo Baldisseri (Włochy; 22 lutego 2014) – kardynał prezbiter Sant’Anselmo all’Aventino; emerytowany Sekretarz Generalny Synodu Biskupów
- Gualtiero Bassetti (Włochy; 22 lutego 2014) – kardynał prezbiter Santa Cecilia; emerytowany arcybiskup Perugii
- Andrew Yeom Soo-jung (Korea Południowa; 22 lutego 2014) – kardynał prezbiter San Crisogono; emerytowany arcybiskup Seulu
- Ricardo Ezzati Andrello, S.D.B. (Chile; 22 lutego 2014) – kardynał prezbiter Santissimo Redentore a Valmelaina; emerytowany arcybiskup Santiago de Chile
- Orlando Beltran Quevedo, O.M.I. (Filipiny; 22 lutego 2014) – kardynał prezbiter Santa Maria “Regina Mundi” a Torre Spaccata; emerytowany arcybiskup Cotabato
- Edoardo Menichelli (Włochy; 14 lutego 2015) – kardynał prezbiter Sacri Cuori di Gesù e Maria a Tor Fiorenza; emerytowany arcybiskup Ankony
- Pierre Nguyễn Văn Nhơn (Wietnam; 14 lutego 2015) – kardynał prezbiter San Tommaso Apostolo; emerytowany arcybiskup Hanoi
- Alberto Suárez Inda (Meksyk; 14 lutego 2015) – kardynał prezbiter San Policarpo; emerytowany arcybiskup Morelii
- Ricardo Blázquez Pérez (Hiszpania; 14 lutego 2015) – kardynał prezbiter Santa Maria in Vallicella; emerytowany arcybiskup Valladolid
- José Luis Lacunza Maestrojuán, O.A.R. (Panama; 14 lutego 2015) – kardynał prezbiter San Giuseppe da Copertino; emerytowany biskup David
- Luis Héctor Villalba (Argentyna; 14 lutego 2015) – kardynał prezbiter San Girolamo a Corviale; emerytowany arcybiskup Tucuman
- Júlio Duarte Langa (Mozambik; 14 lutego 2015) – kardynał prezbiter San Gabriele dell’Addolorata; emerytowany biskup Xai-Xai
- Patrick D’Rozario, C.S.C. (Bangladesz; 19 listopada 2016) – kardynał prezbiter Nostra Signora del Santissimo Sacramento e Santi Martiri Canadesi; emerytowany arcybiskup Dhaki
- Baltazar Enrique Porras Cardozo (Wenezuela; 19 listopada 2016) – kardynał prezbiter Santi Giovanni Evangelista e Petronio; emerytowany arcybiskup Caracas
- Maurice Evenor Piat, C.S.Sp. (Mauritius; 19 listopada 2016) – kardynał prezbiter Santa Teresa al Corso d’Italia; emerytowany biskup Port Louis
- Jean Zerbo (Mali; 28 czerwca 2017) – kardynał prezbiter Sant’Antonio da Padova in Via Tuscolana; emerytowany arcybiskup Bamako
- Louis-Marie Ling Mangkhanekhoun, I.V.Dei (Laos; 28 czerwca 2017) – kardynał prezbiter San Silvestro in Capite; administrator apostolski Luang Prabang
- Gregorio Rosa Chávez (Salwador; 28 czerwca 2017) – kardynał prezbiter Santissimo Sacramento a Tor de’ Schiavi; emerytowany biskup pomocniczy San Salvadoru
- Pedro Ricardo Barreto Jimeno, S.J. (Peru; 28 czerwca 2018) – kardynał prezbiter Santi Pietro e Paolo a Via Ostiense; emerytowany arcybiskup Huancayo
- Toribio Sergio Ticona Porco (Boliwia; 28 czerwca 2018) – kardynał prezbiter Santi Gioacchino ed Anna al Tuscolano; emerytowany prałat Corocoro
- Sigitas Tamkevičius, S.J. (Litwa; 5 października 2019) – kardynał prezbiter Sant’Angela Merici; emerytowany arcybiskup Kowna
- Celestino Aós Braco, O.F.M. Cap. (Hiszpania/Chile; 28 listopada 2020) – kardynał prezbiter Santi Nereo ed Achilleo; emerytowany arcybiskup Santiago de Chile
- Felipe Arizmendi Esquivel (Meksyk; 28 listopada 2020) – kardynał prezbiter San Luigi Maria Grignion de Montfort; emerytowany biskup San Cristóbal de Las Casas
- Jorge Enrique Jiménez Carvajal, C.I.M. (Kolumbia; 27 sierpnia 2022) – kardynał prezbiter Santa Dorotea; emerytowany arcybiskup Cartegena de Indias
- Arrigo Miglio (Włochy; 27 sierpnia 2022) – kardynał prezbiter San Clemente; emerytowany arcybiskup Cagliari
- Diego Rafael Padrón Sánchez (Wenezuela; 30 września 2023) – kardynał prezbiter San Gaetano; emerytowany arcybiskup Cumaná

#### Kardynałowie diakoni
- Ernest Simoni (Albania; 19 listopada 2016) – kardynał diakon Santa Maria della Scala; prezbiter archidiecezji Szkodry-Pultu
- Luis Francisco Ladaria Ferrer, S.J. (Hiszpania; 28 czerwca 2018) – kardynał diakon Sant’Ignazio di Loyola a Campo Marzio; emerytowany prefekt Dykasterii Nauki Wiary
- Giovanni Angelo Becciu (Włochy; 28 czerwca 2018) – kardynał diakon San Lino; emerytowany prefekt Kongregacji Spraw Kanonizacyjnych
- Aquilino Bocos Merino, C.M.F. (Hiszpania; 28 czerwca 2018) – kardynał diakon Santa Lucia del Gonfalone; emerytowany Przełożony Generalny Zgromadzenia Misjonarzy Klaretynów
- Michael Louis Fitzgerald, M. Afr. (Wielka Brytania; 5 października 2019) – kardynał diakon Santa Maria in Portico (Campitelli); emerytowany przewodniczący Papieskiej Rady ds. Dialogu Międzyreligijnego
- Silvano Maria Tomasi, C.S. (Włochy; 28 listopada 2020) – kardynał diakon San Nicola in Carcere; delegat specjalny przy Suwerennym Zakonie Maltańskim
- Raniero Cantalamessa, O.F.M. Cap. (Włochy; 28 listopada 2020) – kardynał diakon Sant’Apollinare alle Terme Neroniane-Alessandrine; emerytowany Kaznodzieja Domu Papieskiego
- Enrico Feroci (Włochy; 28 listopada 2020) – kardynał diakon Santa Maria del Divino Amore a Castel di Leva; proboszcz parafii Matki Bożej Miłości w Rzymie
- Fernando Vérgez Alzaga, L.C. (Hiszpania; 27 sierpnia 2022) – kardynał diakon Santa Maria della Mercede e Sant’Adriano a Villa Albani; emerytowany prezydent Gubernatoratu Państwa Watykańskiego i przewodniczący Papieskiej Komisji ds. Państwa Watykańskiego; członek Rady Kardynałów
- Gianfranco Ghirlanda, S.J. (Włochy; 27 sierpnia 2022) – kardynał diakon Santissimo Nome di Gesù; patron Suwerennego Rycerskiego Zakonu Szpitalników Świętego Jana, z Jerozolimy, z Rodos i z Malty
- Fortunato Frezza (Włochy; 27 sierpnia 2022) – kardynał diakon Santa Maria in Via Lata; kamerling Bazyliki Świętego Piotra
- Agostino Marchetto (Włochy; 30 września 2023) – kardynał diakon Santa Maria Goretti
- Luis Pascual Dri, O.F.M. Cap. (Argentyna; 30 września 2023) – kardynał diakon Sant’Angelo in Pescheria; spowiednik w Sanktuarium Matki Bożej Pompejańskiej w Buenos Aires
- Angelo Acerbi (Włochy; 7 grudnia 2024) – kardynał diakon Santi Angeli Custodi a Città Giardino; emerytowany prałat Suwerennego Rycerskiego Zakonu Szpitalników Świętego Jana, z Jerozolimy, z Rodos i z Malty

### Podział kardynałów elektorów według kontynentów
1. Europa: 53 (39,3%)
2. Azja: 23 (17,0%)
3. Ameryka Północna: 20 (14,8%)
4. Ameryka Południowa: 17 (12,6%)
5. Afryka: 18 (13,3%)
6. Oceania: 4 (2,96%)

- Europa: 53 (w tym 17 – Włochy)
- Azja: 23
- Ameryka Północna: 20
- Ameryka Południowa: 17
- Afryka: 18
- Oceania: 4